# Radio Navigation System MCD
Das Radio Navigation System MCD ist ein Kfz-Navigationssystem, das unter anderem von VW, Ford und Seat verbaut wird. Es basiert auf der Technik, die auch in den Blaupunkt-Geräten der Serie TravelPilot bzw. TravelPilot DX zur Anwendung kommt. Das Radio Navigation System MCD wird jedoch wie ein Autoradio eingebaut, das Display befindet sich also in derselben Einheit wie das Radio-Empfangsteil und das CD-ROM-Laufwerk.

## Technisches
Das Radio Navigation System MCD ist ein Kfz-Navigationssystem mit einem DOT-Matrix Monochromdisplay und integriertem Radioempfangsteil. Das Gerät ist höher als gewöhnliche Autoradios (2 DIN) und daher nur für den Werkseinbau vorgesehen. Das CD-ROM-Laufwerk ist im Gegensatz zum größeren Bruder Radio Navigation System MFD in der Lage, Musik-CDs zu lesen.
Von den Geräten gibt es mehrere Generationen. Von der Generation hängt dabei ab, welche Karten-CDs das Gerät verarbeiten kann.
Das Radio Navigation System MCD verfügt über die die Möglichkeit, TMC-Signale zu verarbeiten. D.h. eingehende Staumeldungen über Radio verarbeitet das Gerät intern automatisch, um eine neue Route zu berechnen.
An das MCD sind außerdem ein Autotelefon (Handy), ein CD-Wechsler und ein sogenannter Digitaler Soundprozessor DSP anschließbar, die aber nicht nachträglich erhältlich sind, sondern nur direkt bei der Neuwagen-Bestellung eingebaut wurden.
Das Gerät konnte auf verschiedene Ausstattungen programmiert werden wie z. B.: 4 oder 8 Lautsprecher im Fahrzeug (Fader vorhanden oder nicht), und auf die verschiedenen Innenräume (Größe, Leder/Stoff Ausstattung), da es in mehreren Modellen verbaut wird.

## Karten
Die Karten-CDs werden von der Firma Tele Atlas hergestellt und sowohl von Tele Atlas, als auch von Blaupunkt vertrieben.
Die CD-ROMs enthalten in der Regel das Kartenmaterial eines Landes. In einigen Fällen werden jedoch zwei oder mehrere Staaten auf einer CD zusammengefasst. Für die grenzüberschreitende Navigation sind spezielle Europa-CDs verfügbar, die Autobahnen und wichtige Bundesstraßen aller digitalisierten Staaten enthalten.
MCD Geräte der ersten Generationen benötigen dazu die „non-DX“-Variante, Geräte der neueren Generationen benötigen die „DX“-Variante.